# Zapasy na Igrzyskach Azjatyckich 1974
Turniej zapasów na Igrzyskach Azjatyckich 1974 w stolicy Iranu, Teheranie odbył się od 8 do 13 września. 

## Klasyfikacja medalowa
Gospodarz zawodów został zaznaczony kolorem.
| Klasyfikacja medalowa | Klasyfikacja medalowa | Klasyfikacja medalowa | Klasyfikacja medalowa | Klasyfikacja medalowa | Klasyfikacja medalowa |
| Miejsce               | państwo               | Złoto                 | Srebro                | Brąz                  | Razem                 |
| --------------------- | --------------------- | --------------------- | --------------------- | --------------------- | --------------------- |
| 1                     | Iran                  | 13                    | 5                     | 1                     | 19                    |
| 2                     | Japonia               | 5                     | 7                     | 4                     | 16                    |
| 3                     | Mongolia              | 2                     | 3                     | 5                     | 10                    |
| 4                     | Korea Południowa      | 1                     | 4                     | 3                     | 8                     |
| 5                     | Indie                 | 0                     | 0                     | 4                     | 4                     |
| 6                     | Afganistan            | 0                     | 0                     | 1                     | 1                     |
| .                     | Korea Północna        | 0                     | 0                     | 1                     | 1                     |
| .                     | Pakistan              | 0                     | 0                     | 1                     | 1                     |
| Razem                 | Razem                 | 21                    | 19                    | 20                    | 60                    |

## Wyniki

### Styl klasyczny
| Konkurencja |                        |                        |                        |
| ----------- | ---------------------- | ---------------------- | ---------------------- |
| 48 kg       | Rahim Aliabadi         | Kazuharu Ishida        | Bang Dae-du            |
| 52 kg       | Kōichirō Hirayama      | Baek Seung-hyeon       | Mohammad Aslam         |
| 57 kg       | Hosejn Turanijan       | An Han-yeong           | Kōji Sakurama          |
| 62 kg       | Akbar Yadollahi        | Teruhiko Miyahara      | Choi Gyeong-su         |
| 68 kg       | Mohammad Dalirijan     | Bae Ki-youl            | Cedendambyn Nacagdordż |
| 74 kg       | Hashem Ghanbari        | Kang Yong-sik          | Yasuo Nagatomo         |
| 82 kg       | Sadao Satō             | Khosro Nezafatdoust    | Dügeriin Tserendash    |
| 90 kg       | Jalal Karimi           | Yoshihiro Fujita       | Dżigdżidijn Mönchbat   |
| 100 kg      | Bahram Mosztaghi       | Chorloogijn Bajanmönch | Sukhchain Singh Cheema |
| +100 kg     | Moslem Eskandar Filabi | Yorihide Isogai        | Doldżingijn Adjaatömör |

### Styl wolny
| Konkurencja |                                        |                             |                          |
| ----------- | -------------------------------------- | --------------------------- | ------------------------ |
| 48 kg       | Akira Kudō                             | Sobhan Ruhi                 | Oczirdolgoryn Enchtajwan |
| 52 kg       | Ebrahim Dżawadi                        | Yūji Takada                 | Satbir Singh             |
| 57 kg       | Mohsen Farahwasz                       | Tadashi Sasaki              | Ha Hi-woo                |
| 62 kg       | Yang Jeong-mo                          | Dzewegijn Ojdow             | Mohammad Reza Nawaji     |
| 68 kg       | Yasaburō Sugawara                      | Mohammad Khorrami           | Chang Ho-seong           |
| 74 kg       | Mansur Barzegar                        | Dandzandardżaagijn Sereeter | Mitsuo Degawa            |
| 82 kg       | Hamid Alidousti                        | Masaru Motegi               | Satpal Singh             |
| 90 kg       | Daszdordżijn Cerentogtoch              | Reza Chorrami               | Makoto Kamada            |
| 100 kg      | Chorloogijn Bajanmönch                 | Reza Suchtesaraji           | Sukhchain Singh Cheema   |
| +100 kg     | Moslem Eskandar Filabi Yorihide Isogai | ----                        | Maroof Khan              |